# Gashau Ayale
Gashau Ayale (hebreiska: גשאו איילה), född 22 augusti 1996 i Etiopien, är en israelisk maratonlöpare.

## Karriär
I augusti 2022 vid EM i München tog Ayale brons i maraton efter ett lopp på 2 timmar, 10 minuter och 29 sekunder. I februari 2023 noterade han ett nytt israeliskt rekord i maraton efter ett lopp på 2 timmar, 5 minuter och 33 sekunder vid en tävling i Sevilla.